# Mariusz Figurski
Mariusz Józef Figurski (ur. 27 kwietnia 1964 w Łasinie) – polski geodeta, profesor nauk technicznych, profesor zwyczajny Politechniki Gdańskiej, od 2025 zastępca dyrektora Instytutu Łączności.

## Życiorys
Egzamin maturalny złożył w 1983 roku po ukończeniu II Liceum Ogólnokształcącego im. Jana III Sobieskiego w Grudziądzu, Studia wyższe w trybie indywidualnym ukończył w 1989 na Wydziałach Elektromechanicznym i Inżynierii Lądowej i Geodezji Wojskowej Akademii Technicznej, uzyskując tytuł zawodowy magistra inżyniera w zakresie elektromechaniki. Stopień naukowy doktora nauk technicznych nadała mu w 1995 roku Rada Wydziału Geodezji i Kartografii Politechniki Warszawskiej, a stopień doktora habilitowanego (2005) Rada Wydziału Inżynierii, Chemii i Fizyki Technicznej Wojskowej Akademii Technicznej. Postanowieniem prezydenta Rzeczypospolitej Polskiej z 17 lutego 2015 uzyskał tytuł profesora nauk technicznych. Po ukończeniu studiów rozpoczął pracę na Wydziale Inżynierii Lądowej i Geodezji Wojskowej Akademii Technicznej jako inżynier (1989–1994), asystent (1994–1995), adiunkt (1996–2006), profesor nadzwyczajny (2006–2015) i profesor zwyczajny (2015–2017). W latach 1999–2009 pracował na Wydziale Geodezji i Kartografii Politechniki Warszawskiej. W latach 2006–2012 był prodziekanem ds. naukowych Wydziału Inżynierii Lądowej i Geodezji Wojskowej Akademii Technicznej, a w latach 2012–2016 prorektorem ds. rozwoju Wojskowej Akademii Technicznej w Warszawie. Od 2017 pracuje w Katedrze Geodezji na Wydziale Inżynierii Lądowej i Środowiska Politechniki Gdańskiej. W maju 2025 został powołany na stanowisko zastępcy dyrektora Instytutu Łączności.

## Działalność naukowa i organizacyjna
Był członkiem Komitetu Geodezji PAN (kadencje 2011–2014, 2015–2018), Komitetu Badań Kosmicznych i Satelitarnych PAN (kadencja 2011–2014, 2015–2018 członek prezydium KBKiS) oraz Przewodniczącym Sekcji Geodezji Satelitarnej KBKS w kadencji 2015-2018, Polskiego Komitetu Normalizacyjnego (od 2009); ekspert i doradca w projekcie ASG-EUPOS (2007-2009). W latach 2008–2009 był kierownikiem zespołem ekspertów w projekcie ASG–EUPOS, Przewodniczącym Kolegium Przewodniczących Krajowych Sekcji, Komitetów i Komisji Stowarzyszenia Inżynierów i Techników Komunikacji RP. Od 2014 jest przewodniczącym rady naukowej Klastra Inżynierii Kosmicznej i Satelitarnej, od 2013 członkiem walnego zgromadzenia Sieci naukowej Krajowe Centrum Inżynierii Kosmicznej i Satelitarnej, a od 2014 wiceprzewodniczącym Narodowego Centrum Radioastronomii i Inżynierii Kosmicznej. W latach 2012–2016 był członkiem Komisji ds. Infrastruktury Informacyjnej Konferencji Rektorów Akademickich Szkół Polskich. Kierował (lub był wykonawcą) ponad 30 projektami badawczymi i samodzielnymi zadaniami badawczymi dofinansowanymi z Ministerstwa Nauki i Szkolnictwa Wyższego, funduszy strukturalnych Unii Europejskiej, Komitetu Badań Naukowych, Narodowego Centrum Nauki, Narodowego Centrum Badań i Rozwoju. Najważniejsze z nich: „Analiza zmian współrzędnych punktów sieci EPN w kontekście nowego opracowania danych archiwalnych” kierownik projektu-grant promotorski, „Wykorzystanie numerycznego modelu terenu w rozwiązaniu nawigacyjnym systemu GPS”, kierownikiem projektu-grant promotorski, „Ostateczne opracowanie archiwalnych obserwacji GPS sieci EPN z lat 1996–2007” – kierownik projektu. Był wykonawcą (kierował zespołem ekspertów) projektu realizowanego z funduszy unijnych (2006-2008) „Wielofunkcyjny system precyzyjnego pozycjonowania satelitarnego ASG-EUPOS” wykonywanego przez Główny Urząd Geodezji i Kartografii w Warszawie w ramach Sektorowego Programu Operacyjnego – Wzrost Konkurencyjności Przedsiębiorstw (2004–2006). Kierował grantem badawczo-rozwojowym „Budowa modułów wspomagania serwisów czasu rzeczywistego systemu ASG-EUPOS”. W latach 2013–2017 uczestniczył w projekcie, COST (European Cooperation in Science and Technology) ES1206 „Advanced Global Navigation Satellite Systems tropospheric products for monitoring severe weather events and climate (GNSS4SWEC)”. Od 2017 roku kieruje projektem obliczeniowych w CI TASK „Parametryzacja i opracowanie mezoskalowego numerycznego modelu pogody WRF wysokiej rozdzielczości z asymilacją danych meteorologicznych i GNSS”. Jest pomysłodawcą i inspiratorem wdrożenia na Politechnice Gdańskiej wysokorozdzielczego modelu prognozowania pogody oraz portalu pogodowego METEOPG.
Jest animatorem współpracy naukowo-badawczej z ośrodkami badawczymi w kraju i zagranicą, m.in. z: Uniwersytetem Przyrodniczym we Wrocławiu, Uniwersytetem Warmińsko–Mazurskim w Olsztynie, Instytutem Geofizyki PAN, Centrum Badań Kosmicznych PAN, Centrum Astronomicznym UMK, Państwowym Instytutem Geologicznym, FOMI Satellite Geodetic Observatory, Politechniką Bratysławską, Institut Géographique National, Royal Observatory of Belgium, Bundesamt für Kartographie und Geodäsie, Nordic Geodetic Commission, Lantmäteriet and Onsala Space Observatory, Instytut Radio-Astronomii, NANU w Charkowie, a także przedsiębiorstwami i organami administracji publicznej w dziedzinie wykorzystania technik satelitarnych w geodezji i nawigacji: Głównym Urzędem Geodezji i Kartografii, Vattenfall, Geotronics Polska, GPS.PL, Leica Geosystems, Warszawskim Przedsiębiorstwem Geodezyjnym. W latach 2012–2016 zasiadał w Radzie Nadzorczej Laboratorium Badań Napędów Lotniczych Polonia AERO Sp. z o.o., która zbudowała w Zielonce pod Warszawą Laboratorium Aerodynamiki Przepływów Turbinowych, jedno z największych i najnowocześniejszych tego typu laboratoriów na świecie. W latach 2013–2016 zasiadał w Radzie Nadzorczej Narodowej Agencji Fotodynamicznej Diagnozy i Terapii Nowotworów S.A.
Jest twórcą i założycielem „Centrum Geomatyki Stosowanej” – zespołu naukowo-badawczego, którego celem było rozwijanie nowych obszarów badawczych z zakresu geodezji i nauk pokrewnych. Współpracuje nieprzerwanie od 1996 roku w opracowaniu obserwacji z europejskiej sieci stacji permanentnych GNSS (projekt EPN). Jest inicjatorem uruchomienia w Wojskowej Akademii Technicznej Lokalnego Centrum Analiz w projekcie EPN (MUT LAC EPN), twórcą opracowania założeń do ponownego opracowania sieci EPN z obserwacji archiwalnych 1996–2007; autorem wdrożenia pierwszego w Wojskowej Akademii Technicznej informatycznego systemu równoległego przetwarzania i modelowania danych geofizycznych, geodynamicznych i geodezyjnych (klaster FENIX), na który uzyskał dotację celową KBN w 2005 roku. Jest inspiratorem powołania Krajowego Centrum Inżynierii Kosmicznej i Satelitarnej, jako wspólne przedsięwzięcie Wojskowej Akademii Technicznej i Centrum Badań Kosmicznych oraz powstania Narodowego Centrum Radioastronomii i Inżynierii Kosmicznej.
Prowadził zajęcia dydaktycznych z geodezji satelitarnej, informatyki w geodezji, geodezji wyższej i astronomii geodezyjnej i wielu przedmiotów specjalistycznych z zakresu geodezji i kartografii, geofizyki oraz informatyki prowadzonych w ramach studiów stacjonarnych, niestacjonarnych I, II i III stopnia oraz studiów w trybie indywidualnym. Był opiekunem kilku studentów w ramach kół naukowych, z których kilku studiowało w trybie indywidualnym, kończąc studia bardzo dobrymi pracami dyplomowymi, za które byli wyróżniani nagrodami krajowymi i zagranicznymi. Jest autorem i współautorem wielu programów zajęć z przedmiotów prowadzonych na kierunku geodezja i kartografia dla studiów inżynierskich, magisterskich i doktoranckich, współautor studiów podyplomowych z zakresu geodezji kolejowej.
Łącznie wypromował ponad 40 magistrów inżynierów i inżynierów oraz 6 doktorów nauk technicznych. Jest recenzentem artykułów publikowanych w czasopismach naukowych oraz materiałach konferencyjnych krajowych i zagranicznych. Był organizatorem konferencji naukowych Komisji Geodezji Satelitarnej Komitetu Badań Kosmicznych i Satelitarnych oraz międzynarodowych warsztatów „EUREF Local Analysis Centres Workshop”, zasiadał w komitetach naukowych kilkudziesięciu konferencji krajowych i międzynarodowych.
Jest współautorem 5 monografii oraz ponad 300 prac naukowych w tym kilkudziesięciu oryginalnych prac twórczych publikowanych w czasopismach wyróżnionych w Journal Citation Reports, ponad 170 referatów konferencyjnych prezentowanych na konferencjach krajowych i międzynarodowych (IAG, AGU, FIG, EGS, EUREF), autorem kilkunastu opracowań niepublikowanych i sprawozdań z prac badawczych zleconych przez podmioty gospodarcze i administrację publiczną. Jego prace, zgodnie z Web of Science, były cytowane z wyłączeniem autocytowań ponad 250 razy, a indeks Hirscha odzwierciedlający dystrybucję cytowań wynosi 10. Pozostały dorobek naukowy to kilkadziesiąt opracowań z zakresu numerycznego opracowania obserwacji satelitarnych GNSS oraz aplikacji technik satelitarnych i kosmicznych w gospodarce narodowej oraz numerycznego modelowania pogody. Jest autorem jednolitego wyrównania sieci WSSG (Wojskowej Specjalnej Sieci Geodezyjnej) (1999), nowego wyrównania sieci EUREF-POL, POLREF i EUVN, współautorem wyrównania osnowy geodezyjnej II linii Warszawskiego Metra, a w 2012 roku był ekspertem merytorycznym w zespole powołanym do opracowania rozporządzenia w sprawie państwowego systemu odniesień przestrzennych.
Zainteresowania badawcze obejmują kilka obszarów: rozwój metod wyznaczania i monitorowania współrzędnych poprzez integrację satelitarnych i kosmicznych technik pomiarowych GNSS, VLBI oraz SLR; badania ukierunkowane na monitorowanie i modelowanie jonosfery i troposfery w czasie rzeczywistym z wykorzystaniem metod RT PPP; modelowanie atmosfery ziemskiej z wykorzystaniem numerycznych modeli pogody (COAMPS, WRF) oraz poszukiwanie nowych metod analizy szeregów czasowych pod kątem analizowania wiekowych zmian geofizycznych w ekosystemie ziemskim; badania związane z opracowaniem autonomicznego systemu nawigacji czasoprzestrzennej z wykorzystaniem pulsarów. Od 2017 roku w ramach prowadzonych badań, rozwija na Politechnice Gdańskiej ruch „open science”, wprowadził nową koncepcję prowadzenia badań w ramach otwartych zespołów naukowych „open team”.

## Nagrody i wyróżnienia
Za całokształt działalności naukowo-badawczej został odznaczony przez Prezydenta Rzeczypospolitej Polskiej Złotym i Srebrnym Krzyżem Zasługi oraz innymi odznaczeniami państwowymi, resortowymi i regionalnymi:
- Złoty Krzyż Zasługi (2014)[10]
- Srebrny Krzyż Zasługi (2007)[11]
- Medal Komisji Edukacji Narodowej (2011)
- Brązowy Medal „Siły Zbrojne w Służbie Ojczyzny” (1998)
- Medal za zasługi dla Wydziału Inżynierii Kształtowania Środowiska i Geodezji Uniwersytetu Przyrodniczego we Wrocławiu (2011).

## Publikacje (wybrane)
- Baldysz Z., Nykiel G., Figurski M., Araszkiewicz A.: Assessment of the impact of GNSS processing strategies on the long-term parameters of 20 years IWV time series. Remote Sensing, 10(4), 496, 2018, DOI:10.3390/rs10040496.
- Nykiel G., Wolak P., Figurski M.: Atmospheric opacity estimation based on IWV derived from GNSS observations for VLBI applications, 22(9), 1-11, 2018, DOI:10.1007/s10291-017-0675-9.
- Baldysz Z., Szolucha M., Nykiel G., Figurski M.: Analysis of the Impact of Galileo Observations on the Tropospheric Delays Estimation, 2017 Baltic Geodetic Congress (BGC Geomatics), 65-71, 2017, DOI:10.1109/bgc.geomatics.2017.22.
- Nykiel G., Zanimonskiy Y.M., Yampolski Y., Figurski M.: Efficient Usage of Dense GNSS Networks in Central Europe for the Visualization and Investigation of Ionospheric TEC Variations. Sensors, 17(10), 1-14, 2017, DOI:10.3390/s17102298.
- Nykiel G., Figurski.: Impact of Galileo Observations on the Position and Ambiguities Estimation of GNSS Reference Stations. 2017 Baltic Geodetic Congress (BGC Geomatics), 225-231, 2017, DOI:10.1109/bgc.geomatics.2017.11.
- Figurski M., Nykiel G.: Investigation of the impact of ITRF2014/IGS14 on the positions of the reference stations in Europe, Acta Geodynamica et Geomaterialia, 14(43), 401-410, 2017, DOI:10.13168/agg.2017.0021.
- Calka B., Bielecka E., Figurski M.: Spatial pattern of ASG-EUPOS sites. Open Geosciences, 9(1), 613-621, 2017, DOI:10.1515/geo-2017-0046.
- Baldysz Z., Nykiel G., Araszkiewicz A., Figurski M., Szafranek K.: Comparison of GPS tropospheric delays derived from two consecutive EPN reprocessing campaigns from the point of view of climate monitoring. Atmos. Meas. Tech., 9, 4861-4877, 2016, DOI:10.5194/amt-9-4861-2016.
- Klos A., Bogusz J., Figurski M., Gruszczyński M.: Error analysis for European IGS stations. Studia Geophysica et Geodaetica, Error analysis for European IGS stations. 60(1), 17-34, 2016, DOI:10.1007/s11200-015-0828-7.
- Baldysz Z., Nykiel G., Figurski M., Szafranek K., Kroszczyński K.: Investigation of the 16-year and 18-year ZTD Time Series Derived from GPS Data Processing. Acta Geophysica, 63(4), 1103-1125, 2015, DOI:10.1515/acgeo-2015-0033.
- Klos A., Bogusz J., Figurski M., Gruszczynska M., Gruszczynski M.: Investigation of noises in the EPN weekly time series. Acta Geodynamica et Geomaterialia, 12, 2 (178), 2015, DOI:10.13168/AGG.2015.0010.
- Bogusz J., Klos A., Figurski M., Kujawa M.: Investigation of long-range dependencies in the stochastic part of daily GPS solutions. Survey Review, 48:347, 140-147, 2016, DOI:10.1179/1752270615Y.0000000022.
- Nykiel G., Rachoń L., Figurski M.: Ionospheric Scintillations Computation Using Real-Time GPS Observation. Artificial Satellites, 49(1), 43-53 2014, DOI:10.2478/arsa-2014-0004.
- Bogusz J., Figurski M.: Annual signals observed in regional GPS networks. Acta Geodynamica et Geomaterialia, 11(2-2), 125-131, 2014, DOI:10.13168/AGG.2014.0003.
- Klos A., Bogusz J., Figurski M., Kosek W.: Irregular variations in GPS time series by probability and noise analysis. Survey Review, 47 (342), 163-173, 2014, DOI:10.1179/1752270614Y.0000000133.
- Klos A., Bogusz J., Figurski M., Kosek W.: Uncertainties of geodetic velocities from permanent GPS observations: the Sudeten case study. Acta Geodynamica et Geomaterialia, 11(3), 2014, DOI:10.13168/AGG.2014.0005.
- Szafranek K., Bogusz J., Figurski M.: Configuration of the reference stations as the element of national reference frame reliability. Acta Geodynamica et Geomaterialia, 11, 1(173), 5-15, 2014,
- Szafranek K., Bogusz J., Figurski M.: GNSS reference solution for permanent station stability monitoring and geodynamical investigations: The ASG-EUPOS case study. Acta Geodynamica et Geomaterialia, 10(1), 67-75, 2013, DOI: 10.13168/AGG.2013.0006.
- Bałdysz Z., Nykiel G., Figurski M., Szafranek K., Kroszczyński K.: Investigation of the 16-year and 18-year ZTD Time Series Derived from GPS Data Processing, Acta Geophysica, 63(4), 1103-1125, 2015, DOI: 10.1515/acgeo-2015-0033.

Źródło.